# Vinzenz Höck
Vinzenz Höck (* 6. März 1996 in Salzburg) ist ein österreichischer Kunstturner. Er ist 10-facher Österreichischer Staatsmeister. Bei den Turn-Europameisterschaften 2020 gewann er die Silbermedaille an den Ringen.

## Leben
Vinzenz Höck wuchs in Graz auf und begann 2003 mit dem Kunstturnen. Seit 2014 lebt und trainiert er in Innsbruck, Trainer ist Petr Koudela. 2014 wurde er erstmals Österreichischer Staatsmeister an den Ringen, diesen Erfolg wiederholte er in den Jahren 2015, 2017, 2019 und 2020. Außerdem wurde er 2014 Junioren-Europameister an den Ringen, nahm in diesem Jahr erstmals an Turn-Weltmeisterschaften teil und wurde als steirischer Sportler des Jahres ausgezeichnet. 2015 nahm er für Österreich an den erstmals ausgetragenen Europaspielen in Baku teil.
Bei der Sommer-Universiade 2019 in Neapel konnte er als erster Österreicher bei einer Universiade an den Ringen die Silbermedaille erreichen. Vor der Kulisse des Grazer Uhrturms drehte er im September 2019 für einen Promotion-Clip für die Kunstturn-Staatsmeisterschaft. Im Oktober 2020 gewann er als erster Österreicher den Turn-Weltcup in Szombathely an den Ringen. Bei den  Europameisterschaften im türkischen Mersin holte er im Dezember 2020 die Silbermedaille an den Ringen. Gold ging an İbrahim Çolak, Bronze an Igor Radiwilow. Dies war die erste Silbermedaille für Österreich bei einer Turn-Europameisterschaft. Zuvor holte im Jahr 1955 Hans Sauter Bronze am Pauschenpferd. 2020 wurde er zum zweiten Mal nach 2014 Sportler des Jahres der Steiermark.
Bei den Turn-Europameisterschaften 2021 in Basel erreichte er im April 2021 im Ringe-Finale Rang sieben. Im Mai 2021 feierte er im bulgarischen Warna seinen zweiten Sieg im Turnweltcup an den Ringen und im Juni 2021 in Osijek seinen dritten Weltcup-Sieg. Im September 2021 gewann er in Koper einen weiteren Weltcup. Höck nahm an vier der sechs Bewerbe des Ringe-Weltcups (WCC) 2020/21 teil, die er allesamt gewann. Damit errang er den Gesamtsieg im Ringe-Weltcup 2020/21. Bei der Turn-Weltmeisterschaften 2021 in Japan belegte er den fünften Platz, ebenso bei den Turn-Europameisterschaften 2022 in München. Im September 2022 wurde er beim Kunstturnweltcup in Paris Zweiter, im Oktober 2022 holte er in Szombathely seinen fünften Weltcup-Sieg. Beim Kunstturn-Weltcup in Baku wurde er im März 2023 Dritter, im Juni 2023 gewann er den Ringe-Bewerb des Kunstturnweltcups in Tel Aviv. Im September 2023 feierte er in Szombathely in Ungarn seinen insgesamt siebenten Weltcupsieg an den Ringen. Bei den Turn-Europameisterschaften 2024 in Rimini wurde er im April 2024 Vierter.
Höck ist Sportsoldat beim Österreichischen Heeressportverband und studierte an der Universität Innsbruck. Ein Studium der Mechatronik schloss er als Diplomingenieur ab.

## Erfolge (Auswahl)
- 2013: Europäisches Olympisches Sommer-Jugendfestival 2013 – Platz 6[1]
- 2014: Junioren-Europameister an den Ringen
- 2014/15/17/19/20: Österreichischer Staatsmeister Ringe
- 2015/19: Österreichischer Staatsmeister Sprung
- 2019: Österreichischer Staatsmeister Mehrkampf
- 2019/2020: Österreichischer Staatsmeister Team
- 2018: Europameisterschaft – Platz 13
- 2019: Europameisterschaft – Platz 12 Ringe
- 2020: Europameisterschaft – Platz 6 Team-Finale
- 2017: Weltmeisterschaft – Platz 17
- 2018: Weltmeisterschaft – Platz 20
- 2019: Weltmeisterschaft – Platz 16
- 2017: Weltcup-Silber Bulgarien
- 2017: Gesamtweltcup-Zweiter an den Ringen
- 2019: Weltcup-Bronze Ungarn
- 2019: Gesamtweltcup-Dritter an den Ringen
- 2019: Sommer-Universiade – Silber an den Ringen
- 2020: Weltcupsieger an den Ringen in Ungarn[7]
- 2020: Turn-Europameisterschaften – Silbermedaille an den Ringen[2]
- 2021: Weltcupsieger an den Ringen in Bulgarien[11]
- 2021: Gesamtsieg im Ringe-Weltcup 2020/21[15]
- 2021: Weltmeisterschaft – Platz 5[16]
- 2022: Europameisterschaft – Platz 5[17]

## Auszeichnungen (Auswahl)
- 2014, 2017, 2019, 2020 und 2021: Turnsportler des Jahres des Österreichischen Fachverbandes für Turnen (ÖFT)[1][27][28]
- 2014 und 2020: Steirischer Sportler des Jahres[1][5]